# Classiques en poche
Classiques en poche est une collection des éditions Les Belles Lettres créée en 1996, publiant principalement les grandes œuvres antiques, avec le texte original et français en vis-à-vis. La collection, dirigée par Hélène Monsacré, compte à ce jour une centaine de titres reproduisant les textes de la collection « Budé ». Dix-huit volumes sont publiés chaque année.
Les ouvrages de cette collection sont plus accessibles que leur équivalent de la collection « Budé », tant au niveau du prix que de l’apparat critique : la notice introductive et les notes sont refondues afin d’être plus abordables pour le grand public, et, pour certains titres, un « État de la question » clôt le volume.
La collection comporte également un Guide de poche des auteurs grecs et latins, présentant sur la page de gauche une courte biographie de l’auteur, et sur la belle page un extrait d’une de ses œuvres.

## Source principale
- « Les Budé en poche », Libération, 17 octobre 1996.